# Божацин (Куявсько-Поморське воєводство)
Божацин (пол. Bożacin) — село в Польщі, у гміні Роґово Жнінського повіту Куявсько-Поморського воєводства.
Населення — 82 особи (2011).
У 1975-1998 роках село належало до Бидгощського воєводства.

## Демографія
Демографічна структура станом на 31 березня 2011 року:
|          | Загалом | Допрацездатний вік | Працездатний вік | Постпрацездатний вік |
| -------- | ------- | ------------------ | ---------------- | -------------------- |
| Чоловіки | 43      | 9                  | 30               | 4                    |
| Жінки    | 39      | 7                  | 22               | 10                   |
| Разом    | 82      | 16                 | 52               | 14                   |